# Philip Sulumeti
Philip Sulumeti (* 15. August 1937 in Kotur, Kenia) ist ein kenianischer römisch-katholischer Geistlicher und emeritierter Bischof von Kakamega in Kenia.

## Leben
Der Bischof gehört dem Volk der Iteso, einem der kleineren Völker Kenias, an. Der weitaus größte Teil dieser Ethnie lebt in Uganda. Philip Sulumeti besuchte in Amukura nahe der Grenze zu Uganda die Grundschule. Danach besuchte er von 1952 bis 1958 das katholische Gymnasium für den Priesternachwuchs, das Saint Peters’s Seminary in Mukumu, ein kleiner Flecken nahe der ehemaligen Provinzhauptstadt Kakamega, jetzt Hauptstadt des Counties. Für das Studium der Philosophie (von 1959 bis 1960) und der Theologie (1961–1965) ging Sulumeti nach Uganda an das St. Mary’s Ggaba Seminary.

## Priester
Er wurde am 6. Januar 1966 in seiner Heimatgemeinde Amukura durch den Bischof von Kisumu, John de Reeper MHM, zum Priester geweiht. Danach unterrichtete er an einem Gymnasium, der Kaplong Secondary School. Seine erste Pfarrstelle nahm er in der Gemeinde Shibuye an. Ab September 1967 studierte er Kanonisches Recht am Collegio San Pietro Apostolo in Rom und wurde im Dezember 1970 an der Päpstlichen Universität Urbaniana mit einer Dissertationsschrift zum Thema Missionskirche in Kenia im Licht des II. Vaticanums zum Dr. iur. can. Während dieser Zeit lernte er in Deutschland die deutsche Sprache und fungierte gelegentlich als Aushilfspriester. Nach der Rückkehr nach Kenia wurde er 1971 Diözesansekretär und zweiter Generalvikar bei Bischof de Reeper in Kisumu.

## Bischof
Am 28. Mai 1972 ernannte ihn Papst Paul VI. zum Titularbischof von Urci und zum Weihbischof in Kisumu. Die Bischofsweihe spendete ihm der Erzbischof von Daressalam, Laurean Kardinal Rugambwa am 20. August desselben Jahres; Mitkonsekratoren waren der Erzbischof von Nairobi, Maurice Michael Otunga, und der Bischof von Kisumu, Joannes de Reeper MHM.
Am 9. Dezember 1976 berief ihn Paul VI. zum Bischof von Kisumu. Zum ersten Bischof von Kakamega wurde er – nachdem diese Diözese vom späteren Erzbistum Kisumu abgetrennt worden war – am 27. Februar 1978 ernannt. Das Motto in seinem Bischofswappen lautet: "Illum oportet crescere" (Jenem gebührt es zu wachsen").
Der Bischof hat eine enorme Aufbauleistung in seiner Diözese erbracht. Neben zahlreichen Schulen, Krankenhäusern, Konventen und einem großen Pastoral Centre in Kakamega, hat er in den 36 Pfarreien allein 31 Kirchen und Pfarrhäuser erbaut. Die Aufbauleistung in der Ausbildung von Priestern ist so groß, dass die Diözese Kakamega Priester in andere Diözesen Kenias und sogar ins Ausland senden kann. Philip Sulumeti wurde 2006 zum Stellvertretenden Vorsitzenden der Kenianischen Bischofskonferenz (KEC) gewählt.
Papst Franziskus nahm am 5. Dezember 2014 seinen altersbedingten Rücktritt an. Am 7. März 2015 übergab er durch die Konsekration seines Nachfolgers im Bughungu-Stadion von Kakamega die Diözese an Joseph Sagwe Obanyi. Mitkonsekratoren waren der Apostolische Nuntius in Kenia Erzbischof Charles Daniel Balvo und der Kardinal von Nairobi John Njue. 25 Bischöfe, Priester, Nonnen, zahlreiche Politiker wie Vizepräsident William Ruto und über 20.000 Gläubige gaben dem Bischof das Geleit in den Ruhestand.

## Wirken
Präsident Mwai Kibaki ernannte ihn 2004 und 2006 zum Senator der neuen Masinde Muliro University of Science and Technology von Kakamega. Als Bischof hat sich Sulumeti stark im Demokratisierungsprozess des Landes engagiert und war Mitglied der KENYA REVIEW COMMISSION, die an zwei Plätzen und Gesprächsrunden in der kenianischen Hauptstadt, den „Safari Park Talks“ (Nobel-Hotel) und den „Bomas of Kenya“ (eine große Halle des Volkstanzes), eine neue Verfassung ausarbeitete. Im Konflikt zwischen den zwei politischen Lagern im Land wurde er zum Vorsitzenden des sogenannten „Consensus building committee“ gewählt und legte einen wichtigen vermittelnden Report (Sulumeti-Report) vor. Über die neue Verfassung wurde im November 2005 in einem Referendum abgestimmt. Der sogenannte Boma-draft war von der Regierung zum Wako-draft verändert worden und diese verlor daraufhin ihren Kampf um die Verfassung.
Nach den Unruhen infolge der Wahlmanipulation im Dezember 2007 mit 1.200 Toten und 350.000 Flüchtlingen im Land, sprach Bischof Philip Sulumeti mit anderen Kirchenvertretern im März 2008 vor dem Parlament in Nairobi ein Gebet, in dem er die 200 Parlamentarier aufforderte, dafür zu sorgen, dass das Land nicht auseinanderbreche: „Hass und Vergeltung in unseren Herzen sind hervorgebrochen; darum haben wir alle diese Untaten verübt. Nun aber kommen wir demütig vor dich und bitten, dass du uns vergibst.“ In seine weniger von den großen Unruhen geplagten Diözese flohen etwa 22.000 Menschen, die er in mehreren Camps versorgte.